# Lava Records

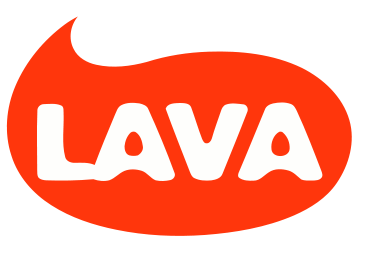
A logo da gravadora

Lava Records é uma gravadora norte-americana.

## Lista de artistas
- Antigone Rising
- Authority Zero
- Blue Man Group
- Cold
- Embrace
- Greta Van Fleet
- Hot Action Cop
- Jessie J
- John Butler Trio
- Kid Rock
- Nonpoint
- O.A.R.
- Porcupine Tree
- Simple Plan
- Skillet
- Skindred
- Smile Empty Soul
- The Click Five
- The Corrs
- The Warning
- Toby Lightman
- Trans-Siberian Orchestra
- Trishelle Cannatella
- Uncle Kracker
- Unwritten Law
- Vanessa Williams
- Vaux
- Black Veil Brides